# Paraboccardia acus
Paraboccardia acus är en ringmaskart som beskrevs av Rainer 1973. Paraboccardia acus ingår i släktet Paraboccardia och familjen Spionidae. Inga underarter finns listade i Catalogue of Life.